# Abidine Abidine
Abidine Abidine (* 31. März 1993) ist ein mauretanischer Leichtathlet, der sich auf den Langstreckenlauf spezialisiert hat.

## Biografie
Abidine Abidine belegte bei den Afrikaspielen 2019 den 27. Platz im 5000-Meter-Lauf. Bei den Olympischen Spielen 2020 in Tokio 2021 vertrat er zusammen mit seiner Leichtathletikkollegin Houlèye Ba als einer von zwei Athleten Mauretanien. Bei der Eröffnungsfeier waren beide gemeinsam Fahnenträger ihrer Nation. Im Wettkampf über 5000 m schied Abidine trotz persönlicher Bestzeit als Letzter seines Vorlaufs aus.